# Морено Гонсалес, Хуан Карлос
Хуан Карлос Морено Гонсалес (исп. Juan Carlos Moreno González; 19 февраля 1911, Асунсьон — 30 января 1983, там же) — парагвайский композитор.

## Биография
Сын политика и дипломата. С детства увлекался музыкой. В одиннадцатилетнем возрасте, в результате трагического случая, лишился обеих ног, что лишило его возможности стать пианистом.
Первоначальное музыкальное образование получил дома, затем учился в Буэнос-Айресе (Аргентина) у Хосе Мануэля Бенавенте и Артуро Лизатти.
В 1930 году изучал гармонию в бразильском Сан-Паулу, в 1938 году правительство предоставило ему стипендию для обучения композиции у итальянского мастера Фурио Франческини. В 1940 году вернулся на родину и стал руководителем музыкальной части парагвайского театра «Атенео».
Работал директором муниципальной консерватории Асунсьона с момента её создания в 1964 году, руководителем департамента по вопросам культуры муниципалитета Асунсьона.

## Творчество
Хуан Карлос Морено Гонсалес — видный композитор, прежде всего, популярной музыки Парагвая.
Созданием музыки занимался с юности. Уже в 18 лет был награждён премией за танго «Margarita». В 1950- х годах вместе с поэтом Мануэлем Фрутосом Пане, на основе парагвайской фольклора, создал жанр музыкальной комедии, вдохновившись испанским музыкально-драматическим жанром Сарсуэла, который он назвал Сарсуэла Парагвая.
В течение последующих десятилетий стал автором многих популярных музыкальных произведений Парагвая.

## Избранные музыкальные сочинения
Симфоническая музыка
- 1944: Kuarahy mimby (La flauta del sol)
- 1946: Movimiento de concierto para piano

Камерная музыка
- 1935: Sonata para violín y piano en si menor
- 1944: Cuarteto de cuerdas en do mayor
- 1946: Trío para piano

Музыка для фортепиано
- 1935: Tres piezas para piano
- 1943: Sonata «El amanecer» para piano
- 1945: Sonata para piano
- 1946: Tres aires paraguayos

Парагвайская Сарсуэла
- 1956: La tejedora de ñandutí
- 1958: Korochire
- 1959: María Pakurí

Популярная музыка
- Paloma pará
- En la canción popular:3
- Pobre pebeta
- Cuando era buena
- Idilio azul
- Margarita (танго)
- Mi casita
- Con tarjeta de cartón
- María Candé

Музыка для кино
- 2005: Пылающая земля (фильм)